# Rolf Rudin
Rolf Rudin (* 9. Dezember 1961 in Frankfurt am Main) ist ein deutscher Komponist.

## Leben
Rudin besuchte in Frankfurt am Main das Goethe-Gymnasium und das Dr. Hoch’ssche Konservatorium. Nach dem Abitur studierte er in Frankfurt am Main und in Würzburg Schulmusik, Komposition bei Hans Ulrich Engelmann, Bertold Hummel und Heinz Winbeck sowie Dirigieren bei Günther Wich und Musiktheorie bei Zsolt Gárdonyi. Er erlangte Diplome in den Fächern Komposition (1991) und Dirigieren (1992). Anschließend lehrte er bis 2001 als Dozent für Musiktheorie an der Hochschule für Musik und Darstellende Kunst Frankfurt am Main. Seitdem ist er als freischaffender Komponist tätig.
Von 1999 bis 2005 war Rolf Rudin Mitglied des internationalen Vorstandes der WASBE (World Association of Symphonic Bands and Ensembles), und seit 2003 engagiert er sich als stellvertretender Vorsitzender der Ländersektionen Hessen/Saarland/Rheinland-Pfalz des Deutschen Komponistenverbandes. 2011 wurde Rolf Rudin in den Fachausschuss „Bildung“ des Deutschen Kulturrates berufen, dessen Mitglied er bis 2016 war. Seit November 2012 ist er Präsident der deutschen Sektion der WASBE.
Eingeladen wurde er als „Guest-Composer“ zu verschiedenen Festivals und Universitäten in Europa und den USA.
Rolf Rudin lebt und arbeitet in Bruchköbel.
Neben einigen verlegten Werken bei Boosey & Hawkes / Bote & Bock und Schott veröffentlicht er seine Werke seit 1994 im Eigenverlag.
Er ist verheiratet und hat drei Söhne.

## Auszeichnungen
- Stipendium der Studienstiftung des Deutschen Volkes
- 1991/1992[12]: Stipendium des Bayerischen Kultusministeriums für einen halbjährigen Aufenthalt an der Cité Internationale des Arts in Paris
- 2010: Kulturpreis des Main-Kinzig-Kreises
- 2012: 1. Preis für Die Sternseherin im Wettbewerb um den Valentin-Becker-Preis[13]

## Werke
- Missa semplice für vierstimmigen gemischten Chor a cappella, op. 2; ca. 21' (1982/1985)
- Imperial Prelude, Werk für Sinfonisches Blasorchester, op. 15, UA 1990
- Legende für 20 Solostreicher, op. 21
- Choreographie für Orchester, op. 36
- Der Traum des Oenghus, op. 37
- Die Druiden, op. 38
- Hallows, Konzert für Euphonium und Sinfonieorchester, op. 75
- Aufbruch für sinfonisches Blasorchester, op. 78

Einige seiner Werke wurden als Pflichtstücke für Wettbewerbe nominiert, unter anderem:
- 1995 beim 2. Deutschen Musikfest in Münster
- 1999 beim 3. Internationalen Gustav-Bumcke-Wettbewerb in Hannover
- 2000 beim 4. Europäischen Wettbewerb für Harmonieorchester in Straßburg
- 2000 beim 5. Deutschen Orchesterwettbewerb in Karlsruhe
- 2001 beim 14. Wereld Muziek Concours in Kerkrade